# Remsen (Iowa)
Remsen – miasto w Stanach Zjednoczonych, w stanie Iowa, w hrabstwie Plymouth. Zgodnie ze spisem statystycznym z 2000 roku, miasto liczyło 1 762 mieszkańców.